# Ángel Sánchez (cyclisme)
Pour les articles homonymes, voir Ángel Sánchez et Sánchez.
Sánchez  Rebollido est un nom espagnol. Le premier nom de famille, en général paternel, est Sánchez ; le second, en général maternel, souvent omis, est Rebollido.
Ángel Lorenzo Sánchez Rebollido, né le 12 avril 1993 à Cambados, est un coureur cycliste espagnol. .

## Biographie
Ángel Sánchez est originaire de Cambados, une commune située en Galice. Son père, son grand-père et ses oncles ont tous été coureurs cyclistes. Actif dans le monde du vélo depuis l'âge de onze ans, il est également passionné par le dessin de graffitis, une activité qu'il pratique en son temps libre,.
En 2011, il s'impose sur le Tour du Portugal juniors (moins de 19 ans). Il court ensuite dans divers clubs espagnols durant ses trois premières saisons espoirs. Après quelques résultats, il professionnel en 2015 au sein de l'équipe continentale W52-Quinta da Lixa, où il évolue durant cinq années. Principalement équipier, il parvient tout de même à obtenir quelques succès dans des compétitions nationales portugaises. 
En 2020, il intègre la formation Miranda-Mortágua, renommée Tavfer-Measindot-Mortágua en 2021. Lors de la saison 2022, il obtient son meilleur résultat chez les professionnels en terminant treizième du Tour du Portugal. Il s'impose aussi sur le Grand Prix de Mortágua.

## Palmarès et résultats

### Palmarès par année
- 2011
  - Tour du Portugal juniors :
    - Classement général
    - 2e étape
- 2012
  - Trofeo Santiago[4]
- 2014
  - 3e du Circuito Nuestra Señora del Portal
- 2016
  - Mémorial Bruno Neves[5]
- 2017
  - 2e étape du Grand Prix Abimota
- 2018
  - Tour des Terres de Santa Maria[6]
- 2019
  - 1re étape du Grand Prix Abimota (contre-la-montre par équipes)
- 2022
  - Grand Prix de Mortágua

### Classements mondiaux
| Année           | 2019   |
| --------------- | ------ |
| UCI Europe Tour | 1 852e |